# Opi Domínguez
Ofelia Alejandra Domínguez, más conocida como Opi Domínguez (Villahermosa, México; 20 de diciembre de 1980), es una actriz mexicana. Estudió actuación en el Centro de educación artística de Televisa. Su primera oportunidad como actriz fue en teatro independiente por seis meses. Después le llega la oportunidad de ser actriz invitada en la serie Mujer, casos de la vida real en 2006 y en la telenovela Duelo de pasiones.
Lo que realmente la he llevado a un mejor lugar en el medio artístico, ha sido su personaje de 'Artemisa', en la serie El Pantera, al lado de Luis Roberto Guzmán, donde interpreta a una chica con problemas de drogas.
En 2007 incursiona a las telenovelas con el papel de 'Lily' en Palabra de mujer, junto a Daniel Berlanga.
En 2008, es llamada para interpretar otra vez el personaje de 'Artemisa', en la segunda temporada de El Pantera, además de ser invitada a participar en la serie, Terminales, compartiendo créditos con Alfonso Herrera, Ana Claudia Talancón y Andrés Almeida.
En 2009, participa en un capítulo de Tiempo final titulado La Mula donde interpreta a un transexual.
En 2010, participa en Decisiones Extremas.
En 2011, interpreta a Raquel Fernández en la serie Bienvenida Realidad donde desarrolla el papel de una joven que es contagiada de VIH/Sida.
En 2013 interpreta a Florencia en Niñas Mal 2, una desquisiada mujer que atormenta a una de las internas en busca de venganza.

## Televisión
- Niñas Mal 2 (2013) como Florencia.
- La rosa de Guadalupe (2011).
- Bienvenida Realidad (2011) como Raquel Fernández.
- Decisiones Extremas (2010).
- Tiempo final (2009) como Francisca "Frank" Villa Mendieta.
- Terminales (2008) como Roxana Estrada.
- Palabra de mujer (2007) como Lily.
- El Pantera (2007-2008) como Artemisa.
- Duelo de pasiones (2006).
- Mujer, casos de la vida real (2006).
- Misión SOS (2005).

- Datos: Q5650587